# Tratado de Ateologia
Tratado de Ateologia (em francês:  Traité d'athéologie) é um livro de 2005 escrito pelo autor francês Michel Onfray. De acordo com Onfray, o termo "ateologia" é tirado de um projeto de uma série de livros escritos e compilados por Georges Bataille sob o vocábulo La Somme athéologique, que em última análise, nunca foi concluído.
O livro vendeu mais de 200 mil cópias. Dois outros livros foram escritos logo após a sua publicação como respostas aos seus argumentos: L'Anti-traité d’athéologie, Le système Onfray mis à nu por Matthieu Baumier, e Dieu avec esprit: Réponse à Michel Onfray por Irene Fernandez.
O livro foi traduzido para o inglês em 2007, com o título Atheist Manifesto: The Case Against Christianity, Judaism, and Islam.

## Resumo
No primeiro capítulo "Athéologie", o autor desenvolve a doutrina de Nietzsche, mas critica a sua visão sobre a morte de Deus. Em seguida, ele mostra como o conceito de ateu tinha originalmente uma conotação pejorativa e concluiu que a sobrevivência do cristianismo se dá na forma de ateísmo cristão, que preserva a moralidade judaico-cristã. O segundo capítulo "Monotheisme" é uma análise estrutural das três religiões abraâmicas nas quais o autor destaca recursos comuns, incluindo o desprezo pelo corpo e a matéria, a negação do progresso e da ciência, a misantropia e o ódio ao intelecto. A terceira parte, "Christianisme" desafia a existência de Jesus, que seria baseado em testemunhos de segunda mão, afirma que o Apóstolo Paulo, descrito como neurótico e histérico, explorou o caráter de Jesus para liderar o mundo no seu ódio da carne, em seguida, explica como, de forma oportunista, o imperador Constantino fez do cristianismo uma religião oficial. No último capítulo "Théocratie", o autor explica a relação entre as três religiões monoteístas com o poder político e descreve seus piores abusos. Em seguida, ele mostra várias contradições nos livros sagrados e considera que estes textos são frequentemente usados para justificar o mal. Ele descreve o islamismo nomeadamente através da Revolução Iraniana e do regime do aiatolá Khomeini. O livro conclui propondo um novo ateísmo ou secularismo que ele chamou de "pós-cristão" ou "pós-moderno", no qual Deus e a moralidade religiosa se foram.